# Kojani
Kojani (en rus: Кожаны) és un poble del krai de Krasnoiarsk, a Rússia, que el 2017 tenia 1.282 habitants. Pertany al districte de Balakhtà.